# ZeptoLab
ZeptoLab é uma empresa de videojogos com sede na Espanha que ficou bastante conhecida pelo jogo Cut the Rope e também por outros jogos como King of Thieves e C.A.T.S: Crash Arena Turbo Stars.

## História
A empresa foi criada em 2010 pelos irmãos Efim e Semyon Voinov, que produziam jogos desde os seus dez anos de idade. A ZeptoLab não recebeu qualquer financiamento para produzir os seus jogos.
Em 2015, King of Thieves concorreu a um pigs choice awards na categoria de APP do ano.

## Jogos
- C.A.T.S: Crash Arena Turbo Stars
- Cut the Rope[4]
- Cut the Rope: Holiday Gift
- Cut the Rope: Experiments
- Cut the Rope: Time Travel
- Cut the Rope 2[5]
- Pudding Monsters
- Om Nom: Candy Flick!
- My Om Nom
- King of Thieves
- Cut the Rope: Magic
- Bullet Echo
- Robotics!
- Evo Pop
- Pudding Monsters
- Overcrowded: Tycoon